# Polska Hokej Liga (2013/2014)/składy-transfery
Legenda i uwagi
(*) – zawodnik dołączył do klubu / odszedł z klubu przed sezonem

(**) – zawodnik dołączył do klubu / odszedł z klubu w trakcie sezonu

Uwaga: W komunikacie spółki Polska Hokej Liga z 8 maja 2013 wstępnie poinformowano o zasadach dotyczących rozgrywek w nowym sezonie. Wśród nich wymieniono limit gry sześciu obcokrajowców w każdym zespole i nieograniczonej ilości zawodników nie posiadających polskiego obywatelstwa, ale poświadczających pochodzenie polskie oraz konieczność występu w każdym meczu drużyny czterech zawodników młodzieżowych w wieku do lat 23.

## 1928 KTH Krynica
Trener:  Jacek Płachta

Asystent: brak

| Nr | Imię i nazwisko | Data urodzenia        | Wzrost | Waga | Pozycja  | Były klub          |
| -- | --------------- | --------------------- | ------ | ---- | -------- | ------------------ |
| 1  | Anton Janin     | 27 stycznia 1992(dts) | 183    | 80   | bramkarz | New Jersey Rockets |
| 99 | Kamil Skórski   |                       |        |      | bramkarz |                    |
|    | Remigiusz Gazda | 19 sierpnia 1995(dts) | 179    | 79   | obrońca  | Nesta Toruń        |
|    | Jakub Gimiński  | 29 stycznia 1994(dts) | 182    | 88   | obrońca  | Nesta Toruń        |

Przyszli
- Jacek Płachta (trener) ←  HC GKS Katowice
- Przemysław Odrobny ←  Ciarko PBS Bank KH Sanok
- Patryk Wajda ←  Ciarko PBS Bank KH Sanok
- Krystian Dziubiński ←  Ciarko PBS Bank KH Sanok
- Dariusz Gruszka ←  Ciarko PBS Bank KH Sanok
- Marcin Kolusz ←  Ciarko PBS Bank KH Sanok
- Krzysztof Zapała ←  Ciarko PBS Bank KH Sanok
- Nicolas Besch ←  Cracovia
- Leszek Laszkiewicz ←  Cracovia
- Rafał Dutka ←  GKS Tychy
- Mikołaj Łopuski ←  GKS Tychy
- Grzegorz Pasiut ←  GKS Tychy
- Paweł Skrzypkowski ←  Aksam Unia Oświęcim
- Remigiusz Gazda ←  Sokoły Toruń
- Jakub Gimiński ←  Jakub Gimiński
- Anton Janin ←  New Jersey Rockets
- Konstantin Jemielin ←  Mordowija Sarańsk
- Jakob Milovanovič ←  Briançon
- Tuomas Muhonen ←  SaPKo

Odeszli
- -  Mikołaj Łopuski → (12.10.2013)  GKS Tychy[2]
  -  Krzysztof Zapała → (12.10.2013)  Ciarko PBS Bank KH Sanok[2]
  -  Dariusz Gruszka → (01.11.2013)  MMKS Podhale Nowy Targ[3]
  -  Przemysław Odrobny → (04.11.2013)[4]  JKH GKS Jastrzębie[5]
  -  Paweł Skrzypkowski → (04.11.2013)[4]
  -  Rafał Dutka → (22.11.2013)[6]  Ciarko PBS Bank KH Sanok
  -  Leszek Laszkiewicz → (22.11.2013)[6]  JKH GKS Jastrzębie[7]
  -  Jakob Milovanovič → (22.11.2013)[6]  Ciarko PBS Bank KH Sanok
  -  Marcin Kolusz → (22.11.2013)[6]  GKS Tychy[8]
  -  Grzegorz Pasiut → (22.11.2013)[6]  JKH GKS Jastrzębie[9]
  -  Nicolas Besch → (22.11.2013)[6]  Ciarko PBS Bank KH Sanok[10]
  -  Patryk Wajda → (22.11.2013)[6]  Cracovia[11]
  -  Krystian Dziubiński → (22.11.2013)[6]  MMKS Podhale Nowy Targ[12]
  -  Tomasz Malasiński → (22.11.2013)[6]  GKS Tychy[13]
  -  Tuomas Muhonen → (22.11.2013)[6] →  HCK (30.12.2013)
  -  Konstantin Jemielin →  Sputnik Niżny Tagił

(Opracowano na podstawie materiałów źródłowych:)

## Aksam Unia Oświęcim
Trener:  Peter Mikula

Asystent:  Ireneusz Jarosz

| Nr | Imię i nazwisko        | Data urodzenia            | Wzrost | Waga | Pozycja   | Były klub                         |
| -- | ---------------------- | ------------------------- | ------ | ---- | --------- | --------------------------------- |
| 37 | Michal Fikrt           | 6 kwietnia 1982(dts)      | 183    | 83   | bramkarz  | Acroni Jesenice                   |
| 35 | Bartłomiej Manista     | 22 lutego 1995(dts)       | 183    | 70   | bramkarz  | wychowanek                        |
| 33 | Przemysław Witek       | 7 kwietnia 1981(dts)      | 174    | 82   | bramkarz  | Aksam Unia Oświęcim               |
| 6  | Bartosz Ciura          | 20 listopada 1992(dts)    | 185    | 86   | obrońca   | GKS Tychy                         |
| 25 | Ladislav Gábriš        | 18 marca 1981(dts)        | 178    | 84   | napastnik | HC Nowe Zamki                     |
| 17 | Jerzy Gabryś           | 7 sierpnia 1981(dts)      | 187    | 89   | obrońca   | Zagłębie Sosnowiec / wychowanek   |
| 46 | Tomáš Jakeš            | 20 marca 1976(dts)        | 185    | 91   | obrońca   | GKS Tychy                         |
| 11 | Michał Kasperczyk      | 6 grudnia 1988(dts)       | 182    | 83   | obrońca   | Bisset Polonia Bytom / wychowanek |
| 58 | Jakub Nowotarski       | 31 marca 1996(dts)        | 182    | 84   | obrońca   | wychowanek                        |
| 61 | Grzegorz Piekarski     | 19 grudnia 1978(dts)      | 177    | 82   | obrońca   | JKH GKS Jastrzębie                |
| 23 | Tomasz Połącarz        | 13 października 1982(dts) | 184    | 94   | obrońca   | KH Sanok / wychowanek             |
| 42 | Szymon Urbańczyk       | 24 listopada 1989(dts)    | 190    | 82   | obrońca   | HC GKS Katowice / wychowanek      |
|    | Ondrej Zošiak          | 9 grudnia 1990(dts)       | 191    | 97   | obrońca   | HC 05 Banská Bystrica             |
| 38 | Mateusz Adamus         | 12 lipca 1987(dts)        | 178    | 83   | napastnik | Polonia Bytom / wychowanek        |
| 25 | Peter Barinka          | 20 stycznia 1985(dts)     | 181    | 82   | napastnik | HC Slezan Opava                   |
| 24 | Mateusz Bepierszcz     | 19 maja 1991(dts)         | 182    | 72   | napastnik | HC GKS Katowice                   |
| 24 | Paweł Fiedor           | 8 marca 1991(dts)         | 185    | 86   | napastnik | wychowanek                        |
| 32 | Marcin Jaros – kapitan | 27 lutego 1981(dts)       | 188    | 94   | napastnik | Zagłębie Sosnowiec / wychowanek   |
| 10 | Kamil Kalinowski       | 11 kwietnia 1992(dts)     | 175    | 77   | napastnik | Aksam Unia Oświęcim               |
| 93 | Arkadiusz Klaja        | 28 maja 1993(dts)         | 197    | 95   | napastnik | wychowanek                        |
| 5  | Filip Komorski         | 27 grudnia 1991(dts)      | 180    | 78   | napastnik | HC GKS Katowice                   |
| 15 | Tomasz Kwadrans        | 24 września 1991(dts)     | 183    | 74   | napastnik | wychowanek                        |
|    | Petr Lipina            | 21 sierpnia 1977(dts)     | 186    | 96   | napastnik | HC 46 Bardejov                    |
| 20 | Patryk Malicki         | 6 października 1995(dts)  | 189    | 84   | napastnik | wychowanek                        |
| 77 | Marek Modrzejewski     | 27 maja 1984(dts)         | 177    | 86   | napastnik | wychowanek                        |
| 81 | Damian Piotrowicz      | 26 sierpnia 1991(dts)     | 179    | 78   | napastnik | wychowanek                        |
| 79 | Jarosław Różański      | 29 sierpnia 1976(dts)     | 179    | 82   | napastnik | MMKS Podhale Nowy Targ            |
| 19 | Wojciech Stachura      | 19 stycznia 1982(dts)     | 183    | 75   | napastnik | Akuna Naprzód Janów               |
| 55 | Peter Tabaček          | 20 stycznia 1985(dts)     | 184    | 93   | napastnik | Akuna Naprzód Janów               |
| 87 | Roman Tvrdoň           | 29 stycznia 1981(dts)     | 180    | 90   | napastnik | HK 95 Považská Bystrica           |
| 85 | Wojciech Wojtarowicz   | 11 listopada 1980(dts)    | 180    | 86   | napastnik | Akuna Naprzód Janów               |

Przyszli
- Jewgienij Lebiediew (trener) ←  Białoruś (agent hokejowy)[16]
- Ireneusz Jarosz (asystent trenera) ← szkoleniowiec młodzieży w UKH Unia Oświęcim[16]
- Kirył Nikulin ←  HK Lida[17]
- Filip Komorski ←  HC GKS Katowice[17][18]
- Kamil Kalinowski ←  HC GKS Katowice[17]
- Mateusz Wardecki ←  Legia Warszawa[17]
- Bartosz Ciura ←  GKS Tychy[19]
- Siarhiej Chamko ←  Mietałłurg Żłobin[20]
- Przemysław Witek ←  GKS Tychy[21]
- Szymon Urbańczyk ←  HC GKS Katowice
- Adam Żogała ←  HC GKS Katowice (w sierpniu 2013 podczas okresu przygotowawczego)
  -  Tomáš Jakeš ←  GKS Tychy (po pierwszej kolejce)[22]
  -  Peter Mikula (trener) ←  HKm Zvolen (po drugiej kolejce 21.09.2013)[23]
  -  Peter Barinka ←  HC Slezan Opava (14.10.2013)[24]
  -  Ladislav Gábriš ←  HC Nowe Zamki (19.10.2013)[25]
  -  Mateusz Bepierszcz ←  HC GKS Katowice (29.11.2013)[26]
  -  Roman Tvrdoň ←  HK 95 Považská Bystrica (05.12.2013)[27]
  -  Ivan Dornič ←  MsHK Žilina (05.12.2013)[27]
  -  Petr Lipina ←  HC 46 Bardejov (14.01.2014)[28]
  -  Ondrej Zošiak ←  HC 05 Banská Bystrica (24.01.2014)[29]

Odeszli
- Tomasz Piątek (trener) → wyjazd do USA[30]
- Waldemar Klisiak (asystent trenera) →  Naprzód Janów (trener)
- Angel Nikolov → koniec kariery
- Slavomír Hriňa →  MsHK Žilina
- Robert Kowalówka →  Cracovia
- Sebastian Stańczyk → ?
- Jarosław Rzeszutko →  GKS Tychy[31]
- Adam Żogała →  HC GKS Katowice[32] (odszedł pierwotnie w maju 2013)
- Mariusz Jakubik →  Sheffield Steeldogs
- Piotr Sarnik → koniec kariery
- Paweł Skrzypkowski →  1928 KTH Krynica
  -  Siarhiej Chamko → (po pierwszej kolejce 18.09.2013)[33]  Mietałłurg Żłobin
  -  Kirył Nikulin → (po pierwszej kolejce 18.09.2013)[33]  Mietałłurg Żłobin
  -  Jewgienij Lebiediew → ? (po drugiej kolejce 21.09.2013)[23]
  -  Mateusz Wardecki → ? (04.11.2013)[34]  Polonia Bytom
  -  Adam Żogała → (04.11.2013) zakończył karierę
  -  Ivan Dornič → (21.01.2014)[35] (10.02.2014)  ASC Corona 2010 Braszów

## Ciarko PBS Bank KH Sanok
Trener:  Miroslav Fryčer

Współpracownicy:  Marcin Ćwikła, Tomasz Demkowicz

| Nr | Imię i nazwisko     | Data urodzenia            | Wzrost | Waga | Pozycja   | Były klub                            |
| -- | ------------------- | ------------------------- | ------ | ---- | --------- | ------------------------------------ |
| 39 | Michael Łuba        | 12 marca 1995(dts)        |        |      | bramkarz  | HK Poprad U20                        |
| 31 | John Murray         | 4 lipca 1987(dts)         | 184    | 89   | bramkarz  | Quad City Mallards                   |
| 30 | Ondřej Raszka       | 4 marca 1990(dts)         | 192    | 92   | bramkarz  | HC GKS Katowice                      |
| 74 | Nicolas Besch       | 25 października 1984(dts) | 179    | 82   | obrońca   | 1928 KTH Krynica                     |
| 4  | Kamil Dolny         | 13 grudnia 1995(dts)      | 184    | 84   | obrońca   | wychowanek                           |
| 29 | Rafał Dutka         | 14 sierpnia 1985(dts)     | 179    | 84   | obrońca   | 1928 KTH Krynica                     |
|    | Stanislav Hudec     | 3 czerwca 1982(dts)       | 184    | 96   | obrońca   | Dragons de Rouen                     |
| 59 | Vojtěch Kloz        | 23 stycznia 1986(dts)     | 190    | 109  | obrońca   | HC Energie Karlowe Wary              |
| 76 | Bartłomiej Pociecha | 22 marca 1992(dts)        | 186    | 85   | obrońca   | HC Vítkovice U20 / KTH Krynica       |
| 23 | Bogusław Rąpała     | 11 grudnia 1981(dts)      | 176    | 91   | obrońca   | wychowanek                           |
| 5  | Martin Richter      | 6 grudnia 1977(dts)       | 184    | 90   | obrońca   | HC 05 Banská Bystrica                |
| 79 | Mike Bayrack        | 17 września 1978(dts)     | 181    | 93   | napastnik | Coventry Blaze                       |
| 88 | Marcin Biały        | 17 czerwca 1988(dts)      | 178    | 86   | napastnik | MHk Lipt. Mikułasz U-20 / wychowanek |
| 21 | Rafał Ćwikła        | 13 lipca 1988(dts)        | 174    | 79   | napastnik | MMKS Podhale Nowy Targ               |
| 34 | Mike Danton         | 20 października 1980(dts) | 175    | 89   | napastnik | HSC Csíkszereda                      |
| 38 | Hubert Demkowicz    | 5 czerwca 1993(dts)       | 187    | 80   | napastnik | wychowanek / Zagłębie Sosnowiec      |
| 10 | Robert Kostecki     | 15 czerwca 1983(dts)      | 172    | 79   | napastnik | Cracovia                             |
| 28 | Samson Mahbod       | 3 lutego 1989(dts)        | 176    | 73   | napastnik | HC GKS Katowice                      |
| 22 | Maciej Mermer       | 22 kwietnia 1978(dts)     | 177    | 82   | napastnik | Orlik Opole / wychowanek             |
| 27 | Wojciech Milan      | 15 września 1978(dts)     | 182    | 90   | napastnik | TKH Toruń / wychowanek               |
| 80 | Marek Strzyżowski   | 1 stycznia 1989(dts)      | 176    | 89   | napastnik | wychowanek                           |
| 9  | Petr Šinágl         | 18 lutego 1982(dts)       | 176    | 82   | napastnik | HC Stadion Litoměřice                |
| 8  | Martin Vozdecký     | 11 maja 1978(dts)         | 179    | 84   | napastnik | HK Nitra                             |
| 18 | Mateusz Wilusz      | 31 marca 1990(dts)        | 179    | 83   | napastnik | Orlik Opole                          |
| 19 | Krzysztof Zapała    | 11 marca 1982(dts)        | 174    | 85   | napastnik | 1928 KTH Krynica                     |

Przyszli
- Robert Kostecki ←  Cracovia[36]
- Hubert Demkowicz ←  Cracovia[37]
- Tobiasz Bernat ←  GKS Tychy[38]
- Waldemar Bukowski (dyrektor sportowy)[38]
- Kamil Dolny ← (wychowanek)
- Petr Šinágl ←  HC Stadion Litoměřice[39]
- Justin Chwedoruk ←  HC GKS Katowice[40]
- John Murray ←  HC GKS Katowice[41]
- Rory Rawlyk ←  ASC Corona 2010 Braszów[42]
- Vladimír Urban ←  ŠHK 37 Piešťany[43]
- Jeff Terminesi ←  Rødovre Mighty Bulls[44]
- Martin Richter ←  HC 05 Banská Bystrica[45]
- Mateusz Wilusz ←  Orlik Opole
- Tomasz Demkowicz (I trener) ←  SMS I Sosnowiec[46]
- Marek Milý (trener bramkarzy) ←[46]
- Samson Mahbod ←  HC GKS Katowice[47]
- Rafał Ćwikła ←  MMKS Podhale Nowy Targ[48]
- Petr Haluza ←  HC Hradec Kralove[48]
- Vojtěch Kloz ←  HC Energie Karlowe Wary[48]
  -  Krzysztof Zapała ← (12.10.2013)  1928 KTH Krynica[2][49]
  -  Anthony Aquino ← (16.10.2013)  HC Valpellice[50]
  -  Rafał Dutka ← (22.11.2013)  1928 KTH Krynica[51]
  -  Jakob Milovanovič ← (23.11.2013)  1928 KTH Krynica[52]
  -  Nicolas Besch ← (25.11.2013)  1928 KTH Krynica[10]
  -  Michael Łuba ← (25.11.2013)  HK Poprad U20[10]
  -  Ondřej Raszka ← (11.12.2013)  HC GKS Katowice[53]
  -  Miroslav Fryčer ← (11.01.2014, trener)  HC Merano[54]
  -  Mike Bayrack ← (23.01.2014, wolny)[55]
  -  Mike Danton ← (24.01.2014)  HSC Csíkszereda[56]
  -  Stanislav Hudec ← (30.01.2014)  Dragons de Rouen[57]

Odeszli
- Michał Radwański → zawieszenie przez IIHF
- Martin Belluš →  HK Poprad
- Tomáš Méry →  HC Dukla Senica
- Pavel Mojžíš →  GKS Tychy[58]
- Josef Vítek →  GKS Tychy[59]
- Peter Bartoš →  HC Koszyce[60]
- Łukasz Bułanowski →  Legia Warszawa[61]
- Ivo Kotaška →  JKH GKS Jastrzębie[62]
- Piotr Krysiak (prezes spółki, zdymisjonowany) →[63][64]
- Zoltán Kubát →  HC GKS Katowice[65]
- Paweł Dronia →  SERC Wild Wings[66]
- Daniel Kachniarz →  1928 KTH
- Patryk Wajda →  1928 KTH Krynica
- Krystian Dziubiński →  1928 KTH Krynica
- Marcin Kolusz →  1928 KTH Krynica
- Tomasz Malasiński →  1928 KTH Krynica
- Krzysztof Zapała →  1928 KTH Krynica
- Przemysław Odrobny →  1928 KTH Krynica
- Rory Rawlyk →  Dundee Stars (podpisał kontrakt z innym klubem przed rozpoczęciem sezonu)[67]
  -  Tobiasz Bernat → (po drugiej kolejce, 23.09.2013)[68]  HC GKS Katowice (styczeń 2014)
  -  Petr Haluza → (23.10.2013)[69] →  HC Dukla Jihlava
  -  Jeff Terminesi → (21.11.2013)[70]  Tilburg Trappers[71]
  -  Vladimír Urban → (02.12.2013)[72] →  HK Dukla Michalovce (17.12.2013)[73]
  -  Anthony Aquino → (09.01.2014)[74] →  Odense Bulldogs (12.01.2014)[75][76]
  -  Mateusz Skrabalak → (16.01.2014, wypożyczony)  GKS Katowice[77][78]
  -  Jakob Milovanovič → (31.01.2014)[57]  Herning Blue Fox[79]
  -  Justin Chwedoruk → (02.02.2014)[80].

## ComArch Cracovia
Trener:  Rudolf Roháček

Asystent:  Andrzej Pasiut

| Nr | Imię i nazwisko              | Data urodzenia            | Wzrost | Waga | Pozycja   | Były klub                         |
| -- | ---------------------------- | ------------------------- | ------ | ---- | --------- | --------------------------------- |
|    | Robert Kowalówka             | 10 października 1993(dts) | 180    | 77   | bramkarz  | Aksam Unia Oświęcim               |
| 72 | Mateusz Kulig                | 24 lipca 1990(dts)        | 170    | 65   | bramkarz  | KTH Krynica                       |
| 31 | Rafał Radziszewski           | 10 lipca 1981(dts)        | 177    | 86   | bramkarz  | Podhale Nowy Targ                 |
| 14 | Bartosz Dąbkowski            | 7 lutego 1985(dts)        | 185    | 95   | obrońca   | JKH GKS Jastrzębie                |
| 7  | Daniel Galant                | 23 czerwca 1985(dts)      | 183    | 90   | obrońca   | HC GKS Katowice                   |
| 31 | Jarosław Kłys                | 23 lipca 1977(dts)        | 181    | 86   | obrońca   | Aksam Unia Oświęcim               |
| 27 | Adrian Kowalówka             | 7 grudnia 1983(dts)       | 185    | 89   | obrońca   | Aksam Unia Oświęcim               |
| 19 | Oskar Lehmann                | 21 czerwca 1992(dts)      | 176    | 73   | obrońca   | Legia Warszawa                    |
| 55 | Patryk Noworyta              | 4 lipca 1983(dts)         | 181    | 86   | obrońca   | Aksam Unia Oświęcim               |
| 93 | Łukasz Sznotala              | 4 stycznia 1993(dts)      | 185    | 90   | obrońca   | wychowanek                        |
| 8  | Patryk Wajda                 | 20 maja 1988(dts)         | 179    | 75   | obrońca   | ComArch Cracovia                  |
| 23 | Sebastian Witowski           | 13 września 1976(dts)     | 178    | 74   | obrońca   | KTH Krynica                       |
| 70 | Artur Zieliński              | 15 stycznia 1986(dts)     | 185    | 80   | obrońca   | KTH Krynica                       |
| 10 | Michal Žvátora               | 4 maja 1992(dts)          | 178    | 86   | obrońca   | HC Karvina                        |
| 32 | Patrik Vrána                 | 11 czerwca 1989(dts)      | 192    | 98   | obrońca   | Polonia Bytom                     |
| 8  | Aron Chmielewski             | 9 października 1991(dts)  | 190    | 83   | napastnik | Stoczniowiec Gdańsk               |
| 77 | Tomasz Cieślicki             | 1 października 1989(dts)  | 188    | 90   | napastnik | KTH Krynica                       |
| 34 | Petr Dvořák                  | 11 października 1983(dts) | 185    | 90   | napastnik | HC Valašské Meziříčí              |
| 74 | Marek Kalus                  | 22 lipca 1993(dts)        | 188    | 75   | napastnik | Västerviks IK                     |
| 88 | Milan Kostourek              | 9 stycznia 1983(dts)      | 175    | 71   | napastnik | PSG Zlín                          |
| 12 | Sebastian Kowalówka          | 9 sierpnia 1986(dts)      | 185    | 84   | napastnik | Aksam Unia Oświęcim               |
| 66 | Tomasz Kozłowski             | 23 września 1986(dts)     | 182    | 84   | napastnik | Eindhoven Kemphanen               |
| 22 | Daniel Laszkiewicz – kapitan | 2 lutego 1976(dts)        | 183    | 94   | napastnik | TKH ThyssenKrupp Energostal Toruń |
| 91 | Michał Piotrowski            | 7 lipca 1981(dts)         | 184    | 83   | napastnik | Wojas Podhale Nowy Targ           |
| 69 | Adam Řehák                   | 26 września 1992(dts)     | 180    | 81   | napastnik | Meran/Merano                      |
| 89 | Łukasz Rutkowski             | 4 sierpnia 1987(dts)      | 173    | 75   | napastnik | Polonia Bytom                     |
| 9  | Damian Słaboń                | 28 stycznia 1979(dts)     | 178    | 80   | napastnik | GKS Tychy                         |
| 13 | Marcin Wiśniewski            | 15 kwietnia 1994(dts)     | 180    | 84   | napastnik | Nesta Toruń                       |

Przyszli
- Robert Kowalówka ←  Aksam Unia Oświęcim
- Bartosz Dąbkowski ←  JKH GKS Jastrzębie[81]
- Milan Kostourek ←  PSG Zlín[82]
- Daniel Galant ←  HC GKS Katowice[83]
- Tomasz Kozłowski ←  Eindhoven Kemphanen[84]
- Michal Žvátora ←  HC Karvina[84]
  -  Oskar Lehmann ←  Legia Warszawa (01.10.2013)[85]
  -  Marcin Wiśniewski ←  Nesta Toruń (11.10.2013)[86]
  -  Adam Řehák ←  Meran/Merano (21.11.2013)[87]
  -  Marek Kalus ←  Västerviks IK (26.11.2013)[88][89]
  -  Patryk Wajda ←  1928 KTH Krynica (26.11.2013)[11]
  -  Patrik Vrána ←  Polonia Bytom (27.01.2014)[90]

Odeszli
- Robert Kostecki →  Ciarko PBS Bank KH Sanok[36]
- Leszek Laszkiewicz →[91]  1928 KTH Krynica
- Grzegorz Horowski →  1928 KTH[92]
- Grzegorz Myjak →  1928 KTH[92]
- Nicolas Besch →[93]  1928 KTH Krynica
- Piotr Kmiecik →  MMKS Podhale Nowy Targ[94]
- Martin Dudáš →  HC Vítkovice[95]
- Patrik Valčák →[96]  HC Vítkovice[95]
  -  Josef Fojtík → ? (14.11.2013)[97][98]

## GKS Tychy
Trener:  Jiří Šejba

Asystent:  Krzysztof Majkowski
| Nr | Imię i nazwisko            | Data urodzenia            | Wzrost | Waga | Pozycja   | Były klub                                |
| -- | -------------------------- | ------------------------- | ------ | ---- | --------- | ---------------------------------------- |
| 33 | Krzysztof Burda            |                           |        |      | bramkarz  | wychowanek / MOSM Tychy                  |
| 18 | Arkadiusz Sobecki          | 15 stycznia 1980(dts)     | 175    | 79   | bramkarz  | wychowanek                               |
| 48 | Štefan Žigárdy             | 25 lipca 1984(dts)        | 189    | 86   | bramkarz  | MsHK Žilina                              |
| 8  | Artur Gwiżdż               | 25 czerwca 1984(dts)      | 191    | 94   | obrońca   | HC GKS Katowice                          |
| 22 | Ladislav Havlík            | 21 kwietnia 1992(dts)     | 190    | 92   | obrońca   | HC Pardubice U20                         |
| 87 | Michał Kotlorz             | 12 maja 1987(dts)         | 179    | 87   | obrońca   | Naprzód Janów                            |
| 53 | Pavel Mojžíš               | 31 października 1977(dts) | 180    | 87   | obrońca   | Ciarko PBS Bank KH Sanok                 |
| 45 | Łukasz Sokół               | 12 września 1981(dts)     | 183    | 85   | obrońca   | TKH Toruń                                |
| 76 | Maciej Sulka               | 21 lutego 1987(dts)       | 183    | 84   | obrońca   | JKH GKS Jastrzębie                       |
| 12 | Jakub Wanacki              | 12 marca 1991(dts)        | 192    | 90   | obrońca   | MUKS Orlik Opole                         |
| 3  | Adam Bagiński              | 17 marca 1980(dts)        | 184    | 82   | napastnik | Stoczniowiec Gdańsk                      |
| 28 | Milan Baranyk              | 6 lutego 1980(dts)        | 177    | 80   | napastnik | Nesta Karawela Toruń                     |
| 24 | Radosław Galant            | 10 listopada 1990(dts)    | 190    | 88   | napastnik | KTH Krynica                              |
| 10 | Kacper Guzik               | 6 kwietnia 1993(dts)      | 183    | 84   | napastnik | Donbas Donieck / Mołoda Hwardija Donieck |
| 20 | Marcin Kolusz              | 18 stycznia 1985(dts)     | 185    | 85   | napastnik | 1928 KTH Krynica                         |
| 9  | Mikołaj Łopuski            | 24 grudnia 1985(dts)      | 189    | 83   | napastnik | GKS Tychy                                |
| 89 | Tomasz Malasiński          | 23 sierpnia 1986(dts)     | 184    | 87   | napastnik | 1928 KTH Krynica                         |
| 19 | Adrian Parzyszek – kapitan | 18 października 1975(dts) | 180    | 84   | napastnik | Dwory Unia Oświęcim                      |
| 13 | Jarosław Rzeszutko         | 17 października 1986(dts) | 183    | 80   | napastnik | Aksam Unia Oświęcim                      |
| 9  | Michał Sowa                | 30 maja 1991(dts)         | 176    | 76   | napastnik | wychowanek                               |
| 11 | Jan Šteber                 | 19 października 1985(dts) | 188    | 90   | napastnik | Stoczniowiec Gdańsk                      |
| 73 | Josef Vítek                | 6 stycznia 1981(dts)      | 175    | 88   | napastnik | Ciarko PBS Bank KH Sanok                 |
| 66 | Jakub Witecki              | 21 lipca 1990(dts)        | 187    | 83   | napastnik | KTH Krynica                              |
| 14 | Michał Woźnica             | 10 maja 1983(dts)         | 178    | 80   | napastnik | wychowanek                               |

Przyszli
- Wojciech Matczak (kierownik sekcji hokejowej) ←[99]
- Jiří Šejba (trener) ←  HC Pardubice (menedżer sportowy)[100]
- Krzysztof Majkowski (asystent trenera) ← (zakończył karierę zawodniczą w klubie)
- Krzysztof Burda ←  MOSM Tychy
- Jarosław Rzeszutko ←  Aksam Unia Oświęcim[31]
- Pavel Mojžíš ←  Ciarko PBS Bank KH Sanok[101]
- Josef Vítek ←  Ciarko PBS Bank KH Sanok[59]
- Artur Gwiżdż ←  HC GKS Katowice[102]
- Štefan Žigárdy ←  MsHK Žilina[103]
- Miroslav Ďurák ←  Dragons de Rouen[104]
- Kacper Guzik ←  Donbas Donieck / Mołoda Hwardija Donieck (powrócił po krótkotrwałym pobycie)[105]
- Ladislav Havlík ←  HC Pardubice U20[106]
- Maciej Sulka ←  JKH GKS Jastrzębie[107]
- Jan Šteber ← bez klubu od 2011[108]
  -  Mikołaj Łopuski ←  1928 KTH Krynica (12.09.2013)[2][109]
  -  Marcin Kolusz ←  1928 KTH Krynica (23.11.2013)[8]
  -  Tomasz Malasiński ←  1928 KTH Krynica (26.11.2013)[13]

Odeszli
- Karol Pawlik (kierownik sekcji hokejowej) →
- Krzysztof Majkowski → (został asystentem trenera w klubie)
- Peter Křemen (trener) → ?
- Dominik Salamon (asystent trenera) → ?
- Roman Šimíček → (koniec kariery zawodniczej)
- Branislav Jánoš →  MŠHK Prievidza[110]
- Marcin Majta →
- Bartosz Ciura →  Aksam Unia Oświęcim[19]
- Martin Przygodzki →  HC GKS Katowice
- Marian Csorich → ?[111]
- Kacper Guzik →  Donbas Donieck / Mołoda Hwardija Donieck (pierwotnie)
- Tobiasz Bernat →  Ciarko PBS Bank KH Sanok
- Przemysław Witek →  Aksam Unia Oświęcim[21]
- Łukasz Sośnierz → ?[112]
- Jonathan Zion →  Tilburg Trappers[113]
- Rafał Dutka →  1928 KTH Krynica
- Mikołaj Łopuski →  1928 KTH Krynica
- Grzegorz Pasiut →  1928 KTH Krynica
- Teddy Da Costa →[114]  Hokki[115]
- Tomáš Jakeš →[116]  Aksam Unia Oświęcim
  -  Miroslav Ďurák → (27.01.2014)[117]  MsHK Žilina

## HC GKS Katowice
Trener:  Mariusz Kieca

Asystent:

| Nr | Imię i nazwisko    | Data urodzenia         | Wzrost | Waga | Pozycja   | Były klub                    |
| -- | ------------------ | ---------------------- | ------ | ---- | --------- | ---------------------------- |
| 1  | Andriej Chapkow    | 19 lipca 1988(dts)     | 175    | 80   | bramkarz  | Łewy Lwów                    |
| 25 | Mateusz Skrabalak  | 9 maja 1993(dts)       | 180    | 78   | bramkarz  | Ciarko PBS Bank KH Sanok     |
| 33 | Nikifor Szczerba   | 11 stycznia 1990(dts)  | 182    | 93   | bramkarz  | Baltica Wilno                |
| 86 | Tobiasz Bigos      | 14 lutego 1986(dts)    | 180    | 80   | obrońca   | GKS Tychy                    |
| 5  | Michal Danko       | 6 września 1990(dts)   | 177    | 72   | obrońca   | HKm Rimavska Sobota          |
| 8  | Pawieł Kostromitin | 17 sierpnia 1990(dts)  | 170    | 75   | obrońca   | Naprzód Janów                |
| 11 | Michał Krokosz     | 19 kwietnia 1987(dts)  | 184    | 85   | obrońca   | Naprzód Janów                |
| 21 | Marek Zúkal        | 23 sierpnia 1988(dts)  | 192    | 96   | obrońca   | HC Hradec Králové            |
| 40 | Tobiasz Bernat     | 12 stycznia 1983(dts)  | 177    | 88   | napastnik | Ciarko PBS Bank KH Sanok     |
| 84 | Filip Drzewiecki   | 1 maja 1984(dts)       | 177    | 79   | napastnik | JKH GKS Jastrzębie           |
| 27 | Marcin Frączek     | 30 sierpnia 1982(dts)  | 176    | 75   | napastnik | Naprzód Janów                |
| 23 | Adam Jaskólski     | 21 lipca 1993(dts)     |        |      | napastnik | Zagłębie Sosnowiec           |
| 81 | Róbert Mikes       | 6 września 1990(dts)   | 177    | 72   | obrońca   | Nes IK                       |
| 85 | Patryk Musiał      | 28 listopada 1993(dts) |        |      | napastnik | GKS Tychy / SMS I Sosnowiec  |
| 25 | Łukasz Podsiadło   | 2 lipca 1986(dts)      | 185    | 86   | napastnik | Zagłębie Sosnowiec           |
| 10 | Martin Przygodzki  | 26 września 1991(dts)  | 185    | 77   | napastnik | GKS Tychy                    |
| 93 | Kacper Różycki     | 6 maja 1993(dts)       |        |      | napastnik | GKS Tychy / SMS I Sosnowiec  |
| 4  | Maciej Szewczyk    | 31 maja 1989(dts)      | 176    | 76   | napastnik | Zagłębie Sosnowiec           |
| 22 | Mateusz Szymański  | 21 czerwca 1992(dts)   | 182    | 77   | napastnik | SMS I Sosnowiec / wychowanek |

Przyszli
- Adam Żogała ←  Aksam Unia Oświęcim[32] (pierwotnie w maju 2013)
- Marcin Słodczyk ←  Aksam Unia Oświęcim[32]
- Jarosław Dołęga ←  Zagłębie Sosnowiec[118]
- Zoltán Kubát ←  Ciarko PBS Bank KH Sanok[65][119]
- Łukasz Podsiadło ←  Zagłębie Sosnowiec[119]
- Maciej Szewczyk ←  Zagłębie Sosnowiec[120]
- Ondřej Raszka ←  HC Prostějov[121]
- Martin Przygodzki ←  GKS Tychy[121]
- Marek Zúkal ←  HC Hradec Králové[122]
- Jakub Jaskólski ←  Zagłębie Sosnowiec
- Patryk Musiał ←  GKS Tychy
- Kacper Różycki ←  GKS Tychy / SMS I Sosnowiec
- Łukasz Kulik ←  Zagłębie Sosnowiec
- Michal Danko ←  HKm Rimavska Sobota
- Andriej Chapkow ←
  -  Pawieł Kostromitin ← (24.09.2013)  Naprzód Janów[123]
  -  Róbert Mikes ← (24.09.2013)  Nes IK[123]
  -  Mateusz Skrabalak ← (16.01.2014, wypożyczony)  Ciarko PBS Bank KH Sanok[77][78]
  -  Ryan Malinowski ← (2. poł. stycznia 2014,)  Buffalo State College[124]

Odeszli
- Andrzej Nowak (asystent trenera) → zmarł 30 maja 2013[125].
- Filip Komorski →  Aksam Unia Oświęcim[17]
- Kamil Kalinowski →  Aksam Unia Oświęcim[17]
- Bartłomiej Bychawski →  JKH GKS Jastrzębie
- Artur Gwiżdż →  GKS Tychy[102]
- Michał Kalinowski →  Nesta Toruń[126]
- Ryan Campbell → ?[127]
- Justin Chwedoruk →[127]  Ciarko PBS Bank KH Sanok[40]
- Zane Kalemba →[127]  HC 05 Banská Bystrica
- Samson Mahbod →[127]  Ciarko PBS Bank KH Sanok
- Luke Popko → ?[127]
- Nick Sucharski →[127] koniec kariery
- Mariusz Ryszkaniec →  Orlik Opole
- Jacek Płachta (trener) →[128][129]  1928 KTH Krynica
- Łukasz Kulik →  Naprzód Janów (przed rozpoczęciem sezonu)
- Zoltán Kubát →  HK Dukla Michalovce[130] (w czasie okresu przygotowawczego)
- Szymon Urbańczyk →  HC GKS Katowice (w sierpniu 2013 podczas okresu przygotowawczego)
- Adam Żogała →  HC GKS Katowice (w sierpniu 2013 podczas okresu przygotowawczego)
- Daniel Galant →  ComArch Cracovia (w sierpniu 2013 podczas okresu przygotowawczego)
  -  Jarosław Dołęga → (02.10.2013)[131]  Polonia Bytom (07.11.2013)[132][133]
  -  Mateusz Bepierszcz → (28.11.2013)[134]  Unia Oświęcim (29.11.2013)[26]
  -  Petr Valušiak → (05.12.2013) zawieszony za doping na dwa lata[135][136]
  -  Ondřej Raszka → (11.12.2013)  Ciarko PBS Bank KH Sanok[53]
  -  Jarosław Dołęga → (31.01.2014)  Polonia Bytom[137]
  -  Ryan Malinowski → ? (07.02.2014)[138]

(Opracowano na podstawie materiałów źródłowych:)

## JKH GKS Jastrzębie
Trener:  Rałał Bernacki

Asystent:  Daniel Czubiński

| Nr | Imię i nazwisko             | Data urodzenia            | Wzrost | Waga | Pozycja   | Były klub                       |
| -- | --------------------------- | ------------------------- | ------ | ---- | --------- | ------------------------------- |
| 30 | Kamil Feć                   | 27 lutego 1992(dts)       | 182    | 64   | bramkarz  | wychowanek                      |
| 90 | Przemysław Odrobny          | 21 października 1985(dts) | 190    | 89   | bramkarz  | 1928 KTH Krynica                |
| 72 | David Zabolotny             | 31 marca 1994(dts)        | 180    | 74   | bramkarz  | Orlik Opole                     |
| 69 | Mateusz Bryk                | 24 sierpnia 1989(dts)     | 184    | 80   | obrońca   | wychowanek                      |
| 20 | Patrik Flašar               | 4 kwietnia 1987(dts)      | 183    | 90   | obrońca   | Polonia Bytom                   |
| 17 | Kamil Górny                 | 20 września 1989(dts)     | 182    | 80   | obrońca   | wychowanek                      |
| 22 | Adrian Labryga              | 11 lutego 1979(dts)       | 186    | 95   | obrońca   | Zagłębie Sosnowiec              |
| 68 | Tomasz Pastryk              | 23 lutego 1986(dts)       | 193    | 89   | obrońca   | wychowanek                      |
| 97 | Mateusz Rompkowski          | 8 maja 1986(dts)          | 184    | 85   | obrońca   | Stoczniowiec Gdańsk             |
| 94 | Mateusz Sordon              | 21 czerwca 1994(dts)      | 183    | 73   | obrońca   | wychowanek                      |
| 6  | Miroslav Zaťko              | 27 stycznia 1984(dts)     | 189    | 96   | obrońca   | Aksam Unia Oświęcim             |
| 8  | Richard Bordowski           | 20 czerwca 1982(dts)      | 185    | 94   | napastnik | HC Ołomuniec                    |
| 29 | Mateusz Danieluk            | 17 kwietnia 1986(dts)     | 188    | 93   | napastnik | Zagłębie Sosnowiec / wychowanek |
| 95 | Damian Kapica               | 18 lipca 1992(dts)        | 176    | 70   | napastnik | HC Trzyniec U–20                |
| 23 | Patryk Kogut                | 19 października 1991(dts) | 186    | 83   | napastnik | Naprzód Janów                   |
| 91 | Richard Král                | 16 maja 1970(dts)         | 186    | 96   | napastnik | BK Mladá Boleslav               |
| 10 | Tomasz Kulas                | 22 września 1989(dts)     | 180    | 75   | napastnik | wychowanek                      |
| 81 | Leszek Laszkiewicz          | 11 sierpnia 1978(dts)     | 187    | 85   | napastnik | ComArch Cracovia                |
| 71 | Szymon Marzec               | 28 marca 1991(dts)        | 190    | 86   | napastnik | Stoczniowiec Gdańsk             |
| 20 | Łukasz Nalewajka            | 30 listopada 1993(dts)    | 173    | 74   | napastnik | wychowanek / SMS I Sosnowiec    |
| 88 | Radosław Nalewajka          | 30 listopada 1993(dts)    | 170    | 68   | napastnik | wychowanek / SMS I Sosnowiec    |
| 18 | Grzegorz Pasiut             | 7 maja 1987(dts)          | 185    | 91   | napastnik | GKS Tychy                       |
| 48 | Radek Procházka             | 6 stycznia 1978(dts)      | 176    | 82   | napastnik | Aksam Unia Oświęcim             |
| 25 | Szymon Sołtys               | 4 marca 1994(dts)         | 180    | 80   | napastnik | wychowanek                      |
| 10 | Filip Stoklasa              | 25 grudnia 1990(dts)      | 186    | 87   | obrońca   | Polonia Bytom                   |
| 92 | Maciej Urbanowicz – kapitan | 12 lipca 1986(dts)        | 183    | 89   | napastnik | Energa Stoczniowiec Gdańsk      |
| 24 | Jiří Zdeněk                 | 12 listopada 1982(dts)    | 175    | 78   | napastnik | Zagłębie Sosnowiec              |

Przyszli
- Mojmír Trličík (trener) ←  Czechy[141]
- Bartłomiej Bychawski ←  HC GKS Katowice
- David Zabolotny ←  Orlik Opole
- Daniel Minge ←  Polonia Bytom
- Ivo Kotaška ←  Ciarko PBS Bank KH Sanok[62]
- Rałał Bernacki ← (asystent trenera)[142]
- Robert Slipčenko ←  HK Poprad[143]
- Mateusz Sordon ← wychowanek
- Szymon Sołtys ← wychowanek
  -  Patrik Flašar ←  Polonia Bytom
  -  Leszek Laszkiewicz ←  1928 KTH Krynica (22.11.2013)[7]
  -  Grzegorz Pasiut ←  1928 KTH Krynica (22.11.2013)[9]
  -  Filip Stoklasa ←  Polonia Bytom (31.01.2014)[144]

Odeszli
- Jiří Režnar (trener) →  Orli Znojmo[145][146]
- Bartosz Dąbkowski →[147]  Cracovia[81]
- Milan Karlíček →[147] ?
- Arkadiusz Kąkol →[147] koniec kariery
- Marcin Słodczyk →[147]  HC GKS Katowicem[32]
- Maciej Sulka →[147]  GKS Tychy
- Ramón Sopko →  Gothiques d'Amiens[147][148]
- Błażej Salamon →  Polonia Bytom[149]
- Kamil Kosowski →  Arłan Kokczetaw[150]
  -  Bartłomiej Bychawski → (29.10.2013)[151]  Polonia Bytom (07.11.2013)[132][133]
  -  Ivo Kotaška → (31.10.2013)[152] →  HC Czeskie Budziejowice (14.11.2013)[153]
  -  Robert Slipčenko → (06.11.2013)[5] →  HK Dukla Trenczyn (05.02.2014)[154]
  -  Petr Lipina → (06.11.2013)[5]
  -  Maciej Rompkowski → (12.11.2013)[155][156]  Orlik Opole
  -  Daniel Minge → (10.12.2013)[157] →  Orlik Opole

(Opracowano na podstawie materiałów źródłowych:)

## MMKS Podhale Nowy Targ
Trener:  Marek Ziętara

Asystent:  Rafał Sroka

| Nr | Imię i nazwisko          | Data urodzenia            | Wzrost | Waga | Pozycja   | Były klub                   |
| -- | ------------------------ | ------------------------- | ------ | ---- | --------- | --------------------------- |
| 33 | Andriej Gawriłow         | 8 listopada 1987(dts)     | 187    | 99   | bramkarz  | Iżstal Iżewsk               |
| 25 | Błażej Kapica            | 8 sierpnia 1995(dts)      | 163    | 163  | bramkarz  | wychowanek                  |
| 41 | Bartłomiej Niesłuchowski | 7 września 1991(dts)      | 185    | 84   | bramkarz  | Wojas Podhale Nowy Targ     |
| 33 | Tomasz Rajski            | 15 czerwca 1985(dts)      | 174    | 74   | bramkarz  | Pol-Aqua Zagłębie Sosnowiec |
| 22 | Timur Barajew            | 13 marca 1991(dts)        | 186    | 83   | obrońca   | SKA 1946                    |
| 23 | Przemysław Dębowski      | 25 kwietnia 1995(dts)     | 185    | 75   | obrońca   | wychowanek                  |
| 81 | Alaksandr Dziehciarou    | 2 maja 1992(dts)          | 179    | 84   | obrońca   | HK Witebsk                  |
| 10 | Dariusz Gaczoł           | 10 kwietnia 1993(dts)     | 180    | 88   | obrońca   | wychowanek                  |
| 11 | Kamil Kapica             | 23 sierpnia 1989(dts)     | 183    | 82   | obrońca   | KH Ciarko Sanok             |
| 87 | Tomasz Landowski         | 11 grudnia 1988(dts)      | 187    | 98   | obrońca   | ComArch Cracovia            |
| 68 | Sebastian Łabuz          | 12 lutego 1978(dts)       | 192    | 108  | obrońca   | Wojas Podhale Nowy Targ     |
| 77 | Robert Mrugała           | 6 czerwca 1991(dts)       | 188    | 86   | obrońca   | wychowanek                  |
| 44 | Damian Sulka             | 26 stycznia 1995(dts)     | 172    | 71   | obrońca   | wychowanek                  |
| 81 | Jakub Szal               | 29 marca 1994(dts)        | 183    | 84   | obrońca   | wychowanek                  |
| 15 | Damian Tomasik           | 18 sierpnia 1994(dts)     | 172    | 65   | obrońca   | wychowanek                  |
| 22 | Mateusz Wojdyła          | 3 maja 1994(dts)          | 176    | 77   | obrońca   | wychowanek                  |
| 13 | Kasper Bryniczka         | 15 kwietnia 1990(dts)     | 178    | 89   | napastnik | Wojas Podhale Nowy Targ     |
| 61 | Krystian Dziubiński      | 28 maja 1988(dts)         | 180    | 85   | napastnik | Ciarko PBS Bank KH Sanok    |
| 79 | Dariusz Gruszka          | 26 listopada 1988(dts)    | 186    | 83   | napastnik | 1928 KTH Krynica            |
| 16 | Daniel Kapica            | 29 lipca 1993(dts)        | 175    | 75   | napastnik | wychowanek                  |
| 40 | Maciej Kmiecik           | 25 lutego 1995(dts)       | 170    | 68   | napastnik | wychowanek                  |
| 7  | Piotr Kmiecik            | 14 czerwca 1990(dts)      | 176    | 77   | napastnik | Cracovia                    |
| 88 | Mateusz Michalski        | 29 lipca 1992(dts)        | 186    | 80   | napastnik | wychowanek                  |
| 69 | Przemysław Michalski     | 18 marca 1995(dts)        | 178    | 76   | napastnik | wychowanek                  |
| 19 | Dawid Olchawski          | 4 stycznia 1994(dts)      | 173    | 66   | napastnik | wychowanek                  |
| 21 | Konrad Stypuła           | 21 czerwca 1994(dts)      | 173    | 65   | napastnik | wychowanek                  |
| 29 | Łukasz Szumal            | 16 października 1991(dts) | 170    | 72   | napastnik | wychowanek                  |
| 17 | Filip Wielkiewicz        | 11 listopada 1994(dts)    | 178    | 78   | napastnik | wychowanek                  |
| 9  | Patryk Wronka            | 28 sierpnia 1995(dts)     | 170    | 66   | napastnik | wychowanek                  |
| 27 | Damian Zarotyński        | 25 września 1993(dts)     | 170    | 72   | napastnik | wychowanek                  |

Przyszli:
- Piotr Kmiecik ←  Cracovia
- Łukasz Szumal ← wznowił karierę
  -  Dariusz Gruszka ←  1928 KTH Krynica (02.11.2013)[3]
  -  Krystian Dziubiński ←  1928 KTH Krynica (26.11.2013)[12]
  -  Andriej Gawriłow ←  Iżstal Iżewsk[160]
  -  Timur Barajew ←[160]
  -  Alaksandr Dziehciarou ←  HK Witebsk[160]

Odeszli:
- Edgars Adamovičs →  HK Kurbads
- Rafał Ćwikła →  Ciarko PBS Bank KH Sanok[48]
- Bartłomiej Talaga → koniec kariery
- Martin Voznik → koniec kariery[161][162]
- Sebastian Biela → koniec kariery[162]
- Bartłomiej Neupauer → koniec kariery
- Kamil Wcisło → koniec kariery
- Bartłomiej Bomba → koniec kariery
- Jozef Ištocy → powrót na Słowację
- Władysław Bryniczka → ?
- Dominik Cecuła → ?
  -  Piotr Ziętara → koniec kariery (08.11.2013)[163]

(Opracowano na podstawie materiałów źródłowych:)

## Polonia Bytom
Trener:  Miroslav Ihnačák

Asystent:  Andrzej Secemski

| Nr | Imię i nazwisko         | Data urodzenia            | Wzrost | Waga | Pozycja   | Były klub            |
| -- | ----------------------- | ------------------------- | ------ | ---- | --------- | -------------------- |
| 35 | Dominik Kraus           | 31 października 1991(dts) | 177    | 67   | bramkarz  | wychowanek           |
| 31 | Tomasz Witkowski        | 21 marca 1989(dts)        | 183    | 89   | bramkarz  | Nes IK               |
| 29 | Tomasz Zdanowicz        | 28 listopada 1994(dts)    |        |      | bramkarz  | wychowanek           |
| 23 | Andrzej Banaszczak      | 5 października 1976(dts)  | 183    | 95   | obrońca   | Zagłębie Sosnowiec   |
| 89 | Bartłomiej Bychawski    | 31 maja 1991(dts)         | 184    | 80   | obrońca   | JKH GKS Jastrzębie   |
| 21 | Paweł Dorszewski        | 22 marca 1994(dts)        | 183    | 76   | obrońca   | wychowanek           |
| 76 | Krzysztof Kantor        | 11 maja 1990(dts)         | 183    | 82   | obrońca   | Stoczniowiec Gdańsk  |
| 87 | Michał Kogut            | 25 maja 1991(dts)         | 172    | 64   | obrońca   | wychowanek           |
| 6  | Dawid Maciejewski       | 2 stycznia 1991(dts)      | 188    | 88   | obrońca   | Nes IK               |
| 24 | Sebastian Owczarek      | 16 kwietnia 1987(dts)     | 173    | 71   | obrońca   | JKH GKS Jastrzębie   |
| 14 | Bartłomiej Stępień      | 31 lipca 1991(dts)        | 178    | 86   | obrońca   | SMS I Sosnowiec      |
|    | Dawid Szczepaniec       | 2 kwietnia 1993(dts)      | 181    | 78   | obrońca   | wychowanek           |
| 44 | Tomáš Valečko           | 9 sierpnia 1985(dts)      | 186    | 88   | obrońca   | Gorniak Rudnyj       |
| 28 | Mateusz Wardecki        | 24 października 1988(dts) | 184    | 90   | obrońca   | Aksam Unia Oświęcim  |
| 91 | Drew Akins              | 4 listopada 1985(dts)     | 181    | 84   | napastnik | Tulsa Oilers         |
| 11 | Paweł Bajon             | 16 stycznia 1993(dts)     | 177    | 63   | napastnik | wychowanek           |
| 29 | Jarosław Dołęga         | 16 lipca 1982(dts)        | 179    | 93   | napastnik | HC GKS Katowice      |
| 22 | Branislav Fábry         | 20 lipca 1987(dts)        | 185    | 88   | napastnik | Jertys Pawłodar      |
| 7  | Sebastian Kłaczyński    | 16 stycznia 1993(dts)     | 177    | 63   | napastnik | wychowanek           |
| 25 | Gleb Łucznikow          | 7 czerwca 1990(dts)       | 170    | 70   | napastnik | Naprzód Janów        |
| 21 | Radek Meidl             | 25 listopada 1988(dts)    | 191    | 88   | napastnik | HC Šumperk           |
| 27 | Dariusz Puzio – kapitan | 18 kwietnia 1976(dts)     | 178    | 73   | napastnik | Zagłębie Sosnowiec   |
| 61 | Błażej Salamon          | 25 października 1987(dts) | 178    | 84   | napastnik | JKH GKS Jastrzębie   |
| 16 | Marcin Słodczyk         | 3 czerwca 1979(dts)       | 182    | 91   | napastnik | HC GKS Katowice      |
| 19 | Jakub Stasiewicz        | 13 października 1993(dts) | 183    | 90   | napastnik | KH Gdańsk            |
| 16 | Artur Wieczorek         | 1 marca 1992(dts)         |        |      | napastnik |                      |
| 15 | Marek Wróbel            | 15 maja 1989(dts)         | 189    | 88   | napastnik | Nesta Karawela Toruń |

Przyszli
- Miroslav Ihnačák (trener) ←  HK Dukla Michalovce[166]
- Gleb Łucznikow ←  Naprzód Janów
- Tomasz Witkowski ←  Nes IK
- Dawid Maciejewski ←  Nes IK
- Błażej Salamon ←  JKH GKS Jastrzębie[149]
- Patrik Flašar ←  HC Karvina
- David Hoďa ←  HC 46 Bardejov
- Jakub Gimiński ←  Nesta Toruń
  -  Branislav Fábry ←  Jertys Pawłodar (09.10.2013)[167]
  -  Drew Akins ←  Tulsa Oilers (10.10.2013)[168]
  -  Colin McIntosh ←  Crocodiles Hamburg (10.10.2013)[168]
  -  Bartłomiej Bychawski ←  JKH GKS Jastrzębie (07.11.2013)[132][133]
  -  Jarosław Dołęga ←  HC GKS Katowice (07.11.2013)[132][133]
  -  Tomáš Valečko ←  Gorniak Rudnyj (11.11.2013)[169]
  -  Radek Meidl ←  HC Šumperk (11.11.2013)[169]
  -  Mateusz Wardecki ←  Aksam Unia Oświęcim (30.11.2013)
  -  Jarosław Dołęga ←  HC GKS Katowice (31.01.2014)[137]

Odeszli
- Pavel Urban → ?
- Daniel Minge →  JKH GKS Jastrzębie
- Bartłomiej Gawlina → ?
- Daniel Kukulski → ?
- Marcin Mazur → koniec kariery[170]
- Bartłomiej Szopa → koniec kariery
- Daniel Cichoń → koniec kariery
- Oktawian Dutkowski → ?
- Mateusz Możdżeń → ?
- Kamil Drewniak → ?
- Łukasz Dybaś → ?
- Bartłomiej Gawlina → ?
- Daniel Janoszek → ?
  -  Jakub Radwan → (rozegrał 7 meczów)  Naprzód Janów (10.11.2013)[171]
  -  Zbigniew Szydłowski → ? (07.11.2013)[132][133]
  -  Patrik Flašar → (07.11.2013)[132][133]  JKH GKS Jastrzębie
  -  David Hoďa → (07.11.2013)[132][133] → (13.12.2013)  HC Orlova
  -  Colin McIntosh → (07.11.2013)[132][133] →  Crocodiles Hamburg
  -  Mateusz Strużyk → (07.11.2013)[132][133] →  Orlik Opole
  -  Patrik Vrána → (20.01.2014)[172] → (27.01.2014)  ComArch Cracovia
  -  Filip Stoklasa → ? (20.01.2014) → (27.01.2014)  ComArch Cracovia

(Opracowano na podstawie materiałów źródłowych:)